# Curețe
Curețe – wieś w Rumunii, w okręgu Marusza, w gminie Râciu. W 2011 roku liczyła 13 mieszkańców.